# La Vall de Boí
La Vall de Boí (nom catalan officiel ; en castillan : Valle de Bohí) est une commune de la comarque d'Alta Ribagorça, province de Lérida, en Catalogne (Espagne).

## Démographie
Liste des villages et hameaux (et leur population) dépendant de la commune :
- Barruera (219)
- Boí (221)
- Les Cabanasses (6)
- Caldes de Boí (5)
- Cardet (12)
- Cóll (37)
- Durro (110)
- Erill la Vall (98)
- Pla de l'Ermita (133)
- Saraís (8)
- Taüll (273)

## Économie
- Caldes de Boí, station thermale d'origine romaine ;
- Boí Taüll, station de ski, la plus haute des Pyrénées.

## Sports
Le village de Barruera accueille le départ du Garmin Epic Trail, compétition d'ultra-trail et de skyrunning, chaque année en juillet depuis 2014.

## Lieux et monuments
- Églises romanes de la Vall de Boí, classées au patrimoine mondial de l'UNESCO.
- Parc national d'Aigüestortes et lac Saint-Maurice, seul parc national de Catalogne, situé en partie sur le territoire de la commune.